# Vô Tranh, Lục Nam
Vô Tranh là một xã thuộc huyện Lục Nam, tỉnh Bắc Giang, Việt Nam.

## Diện tích, dân số
Xã Vô Tranh có diện tích 48,29 km², dân số năm 1999 là 8020 người, mật độ dân số đạt 166 người/km².